# L'Anse aux Meadows

Plattegrond van de nederzetting

L'Anse aux Meadows is een archeologische site gelegen in het uiterste noorden van het Canadese eiland Newfoundland. De locatie heeft groot historisch belang als de enige onbetwiste Vikingnederzetting in Amerika (buiten Groenland).

## Toponymie
De naam was vermoedelijk L'Anse aux Méduses ("kwallenbaaitje") en dit is onder invloed van het Engels verbasterd tot L'Anse aux Meadows, wat dan  "baaitje bij de weides" betekent. De regio telt heel wat Franstalige toponiemen die te herleiden zijn tot het verleden van de Franse kust.

## Ligging
L'Anse aux Meadows ligt in het uiterste noorden van het Great Northern Peninsula, zelf het meest noordelijke gedeelte van Newfoundland. De site ligt aan een inham aan het noordoostelijke uiteinde van de Sacred Bay, een baai van de Straat van Belle Isle. De plaats is bereikbaar via provinciale route 436, die de site verbindt met route 430 (de verkeersader van het Great Northern Peninsula). Vlak bij de site bevindt zich het gelijknamige gehucht.

## Onderzoek en vondsten
De resten van de nederzetting werden in 1960 ontdekt door het archeologenechtpaar Helge Ingstad en Anne Stine Ingstad. Lokale inwoner George Decker tipte hen over wat de buurtbewoners Indian Mounds ("indiaanse ophogingen") noemden. Het duo vond er de overblijfselen van acht gebouwen tijdens hun opgravingen in 1960-68. Het bleek niet om een indiaanse maar om een Vikingnederzetting te gaan. De gebouwen waren zodenhuizen en omvatten onder andere een smederij.
Onderzoek via C14-datering toonde aan dat de nederzetting stamt uit de periode tussen de jaren 990 en 1050. Een studie uit 2021, die op dendrochronologisch onderzoek van gevelde bomen gebaseerd was, gaf 1021 aan als een jaar waarin er zeker Vikingactiviteit plaatsvond.

## Verband met de IJslandse saga's
De archeologische data kunnen in verband worden gebracht met de Saga van de Groenlanders en de Saga van Erik de Rode over de ontdekking van Vinland, Markland en Helluland.
Verschillende geschiedkundigen gaan ervan uit dat L'Anse aux Meadows de kolonie in Vinland is die volgens de saga door Leif Eriksson en/of Thorfinn Karlsefni gesticht was. Meer bepaald wordt op basis van de topografie aangenomen dat L'Anse aux Meadows het in de saga's beschreven Straumfjord zou zijn geweest, een tussenstop en overwinterplaats in de "regio Vinland" voor missies verder zuidwaarts. Andere theorieën linken L'Anse aux Meadows met de in de saga's beschreven nederzetting Leifsbuðir.

## Erkenning en bezoek
In 1968 werd L'Anse aux Meadows erkend als National Historic Site of Canada. In 1978 plaatste UNESCO L'Anse aux Meadows op de werelderfgoedlijst. Twee getrouw nagebouwde Vikinggebouwen vormen een toeristische attractie. Er bevindt zich ook een bezoekerscentrum waar onder andere vondsten tentoongesteld zijn.
In 2007 duidde de Canadese publieke omroep CBC de Vikingnederzetting aan als een van de "zeven wonderen van Newfoundland en Labrador".